# Марсане
Марсане́ (фр. Marsaneix) — коммуна во Франции, находится в регионе Аквитания. Департамент — Дордонь. Входит в состав кантона Иль-Мануар. Округ коммуны — Перигё.
Код INSEE коммуны — 24258.

## География

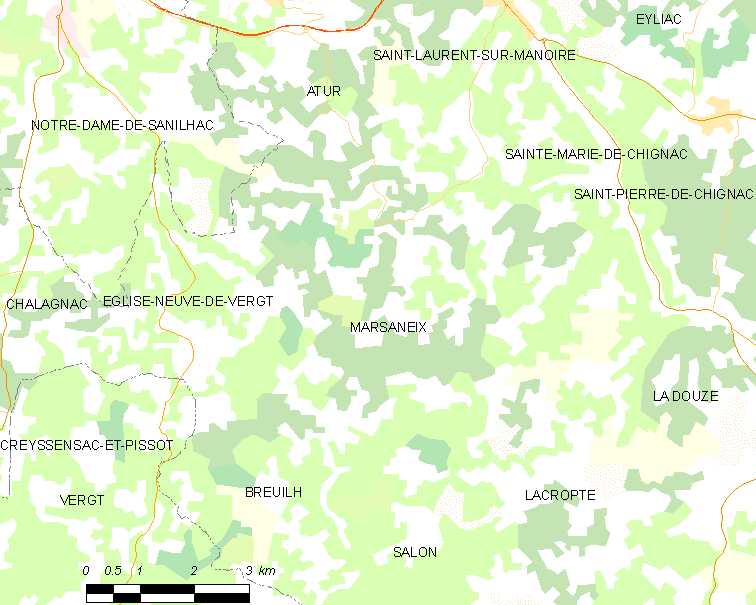
Карта коммуны

Коммуна расположена приблизительно в 440 км к югу от Парижа, в 115 км восточнее Бордо, в 11 км к юго-востоку от Перигё.

### Климат
Климат умеренный океанический со средним уровнем осадков, которые выпадают преимущественно зимой. Лето здесь долгое и тёплое, однако также довольно влажное, здесь не бывает регулярных периодов летней засухи. Средняя температура января — 5 °C, июля — 18 °C. Изредка вследствие стечения неблагоприятных погодных условий может наблюдаться непродолжительная засуха или случаются поздние заморозки. Климат меняется очень часто, как в течение сезона, так и год от года.

## Население
Население коммуны на 2010 год составляло 1028 человек.
| 1962 | 1968 | 1975 | 1982 | 1990 | 1999 | 2010 |
| ---- | ---- | ---- | ---- | ---- | ---- | ---- |
| 492  | 476  | 459  | 585  | 726  | 786  | 1028 |

## Администрация
| Период | Период | Фамилия        | Партия                  | Примечания                   |
| ------ | ------ | -------------- | ----------------------- | ---------------------------- |
| 1944   | 1971   | Шарль Буассави |                         |                              |
| 1971   | 2001   | Марк Буассави  |                         |                              |
| 2001   | 2020   | Кристиан Ларош | Социалистическая партия | пенсионер, почтовый служащий |

## Экономика
В 2010 году среди 682 человек трудоспособного возраста (15-64 лет) 525 были экономически активными, 157 — неактивными (показатель активности — 77,0 %, в 1999 году было 71,7 %). Из 525 активных жителей работали 488 человек (269 мужчин и 219 женщин), безработных было 37 (11 мужчин и 26 женщин). Среди 157 неактивных 47 человек были учениками или студентами, 67 — пенсионерами, 43 были неактивными по другим причинам.

## Достопримечательности
- Церковь Св. Эгидия (XIX век)

## Города-побратимы
- Тредарзек (Франция, с 2015)[5]